# Aït Aïssa Mimoun
Djebel-Aissa Mimoun là một đô thị thuộc tỉnh Tizi Ouzou, Algérie. Dân số thời điểm năm 2002 là 19.227 người.